# Tiro esportivo nos Jogos Europeus de 2015 - Fossa olímpica masculino
A competição fossa olímpica masculino foi um dos eventos do tiro esportivo nos Jogos Europeus de 2015, em Baku, no Azerbaijão. Foi disputada no Centro de Tiro de Baku nos dias 16 e 17 de junho.

## Calendário
Horário de verão do Azerbaijão (UTC+5).
| Data        | Horário | Fase               |
| ----------- | ------- | ------------------ |
| 16 de junho | 10:30   | Qualificação dia 1 |
| 17 de junho | 10:30   | Qualificação dia 2 |
| 17 de junho | 14:30   | Semifinal          |
| 17 de junho | 14:45   | Final              |

## Medalhistas
| Ouro   | RUS Alexey Alipov     |
| Prata  | SVK Erik Varga        |
| Bronze | ITA Giovanni Pellielo |

## Resultados

### Qualificação
O resultado da qualificação foi seguinte.
| Pos. | Atirador                    | Series | Series | Series | Series | Series | Total | Notas                      |
| Pos. | Atirador                    | 1      | 2      | 3      | 4      | 5      | Total | Notas                      |
| ---- | --------------------------- | ------ | ------ | ------ | ------ | ------ | ----- | -------------------------- |
| 1    | RUS Alexey Alipov           | 25     | 25     | 25     | 23     | 25     | 123   | Recorde dos Jogos Europeus |
| 2    | SVK Erik Varga              | 24     | 25     | 25     | 25     | 24     | 123   | Recorde dos Jogos Europeus |
| 3    | ITA Giovanni Pellielo       | 24     | 24     | 25     | 24     | 25     | 122   |                            |
| 4    | GBR Edward Ling             | 24     | 25     | 24     | 24     | 25     | 122   |                            |
| 5    | ESP Jesús Serrano           | 25     | 24     | 25     | 24     | 24     | 122   |                            |
| 6    | SMR Manuel Mancini          | 25     | 25     | 25     | 23     | 24     | 122   |                            |
| 7    | FRA Antonin Desert          | 24     | 25     | 24     | 24     | 24     | 121   |                            |
| 8    | ITA Massimo Fabbrizi        | 24     | 25     | 23     | 24     | 24     | 120   |                            |
| 9    | HUN Andras Szollar          | 24     | 24     | 25     | 23     | 24     | 120   |                            |
| 10   | IRL Derek Burnett           | 25     | 25     | 23     | 24     | 23     | 120   |                            |
| 11   | ESP Alberto Fernández       | 25     | 25     | 22     | 22     | 25     | 119   |                            |
| 12   | POL Piotr Kowalczyk         | 24     | 23     | 24     | 24     | 24     | 119   |                            |
| 13   | POL Jakub Trzebinski        | 23     | 25     | 24     | 23     | 24     | 119   |                            |
| 14   | POR João Azevedo            | 23     | 25     | 23     | 25     | 23     | 119   |                            |
| 15   | TUR Oğuzhan Tüzün           | 23     | 25     | 25     | 23     | 23     | 119   |                            |
| 16   | HUN Norbert Hegyi           | 25     | 23     | 25     | 23     | 23     | 119   |                            |
| 17   | CZE David Kostelecký        | 25     | 24     | 24     | 23     | 23     | 119   |                            |
| 18   | CRO Anton Glasnović         | 23     | 24     | 24     | 22     | 25     | 118   |                            |
| 19   | SVK Marian Kovacocy         | 24     | 23     | 25     | 24     | 22     | 118   |                            |
| 20   | SLO Boštjan Maček           | 25     | 24     | 22     | 21     | 25     | 117   |                            |
| 21   | CRO Josip Glasnović         | 24     | 24     | 23     | 23     | 23     | 117   |                            |
| 22   | CZE Jiří Lipták             | 24     | 25     | 23     | 23     | 22     | 117   |                            |
| 23   | RUS Denis Zotov             | 22     | 24     | 23     | 24     | 23     | 116   |                            |
| 24   | POR Jose Manuel Bruno Faria | 23     | 24     | 23     | 24     | 22     | 116   |                            |
| 25   | LUX Lyndon Sosa             | 24     | 23     | 21     | 23     | 24     | 115   |                            |
| 26   | MDA Alexandru Bicov         | 25     | 23     | 23     | 20     | 24     | 115   |                            |
| 27   | GBR Bradley Davis           | 25     | 24     | 21     | 23     | 22     | 115   |                            |
| 28   | CYP Andreas Makri           | 24     | 23     | 24     | 22     | 22     | 115   |                            |
| 29   | GER Karsten Bindrich        | 22     | 22     | 24     | 21     | 24     | 113   |                            |
| 30   | AUT Andreas Scherhaufer     | 22     | 22     | 22     | 22     | 23     | 111   |                            |
| 31   | AZE Elvin Ismayilov         | 24     | 23     | 21     | 20     | 21     | 109   |                            |
| 32   | AZE Alimirza Guliyev        | 22     | 24     | 23     | 16     | 22     | 107   |                            |

### Semifinal
O resultado da semifinal foi o seguinte.
| Pos. | Atirador              | Pontos | Disparo |
| ---- | --------------------- | ------ | ------- |
| 1    | SVK Erik Varga        | 15     |         |
| 2    | RUS Alexey Alipov     | 13     | 8       |
| 3    | ITA Giovanni Pellielo | 13     | 7       |
| 4    | GBR Edward Ling       | 12     |         |
| 5    | SMR Manuel Mancini    | 11     | 3       |
| 6    | ESP Jesús Serrano     | 11     | 2       |

### Final
O resultado final foi o seguinte. 
Disputa pelo bronze
| Pos.              | Atirador              | Pontos | Disparo |
| ----------------- | --------------------- | ------ | ------- |
| Medalha de bronze | ITA Giovanni Pellielo | 13     |         |
| 4                 | GBR Edward Ling       | 11     |         |

Disputa pelo ouro
| Pos.             | Atirador          | Pontos | Disparo |
| ---------------- | ----------------- | ------ | ------- |
| Medalha de ouro  | RUS Alexey Alipov | 15     |         |
| Medalha de prata | SVK Erik Varga    | 14     |         |